# 45e méridien ouest
En géographie, le 45e méridien ouest est le méridien joignant les points de la surface de la Terre dont la longitude est égale à 45° ouest.

## Géographie

### Dimensions
Comme tous les autres méridiens, la longueur du 45e méridien correspond à une demi-circonférence terrestre, soit 20 003,932 km. Au niveau de l'équateur, il est distant du méridien de Greenwich de 5 009 km,.
Avec le 135e méridien est, il forme un grand cercle passant par les pôles géographiques terrestres.

### Régions traversées
En commençant par le pôle Nord et descendant vers le sud au pôle Sud, Le 45e méridien ouest passe par:
| Coordonnées          | Pays, territoire ou mer | Notes |
| -------------------- | ----------------------- | --- |
| 90° 00′ N, 45° 00′ O | Océan Arctique          | |
| 83° 41′ N, 45° 00′ O | Mer de Lincoln          | |
| 83° 08′ N, 45° 00′ O | Groenland               | Terre de Nansen |
| 82° 51′ N, 45° 00′ O | Fjord J.P. Koch (en)    | |
| 82° 46′ N, 45° 00′ O | Groenland               | Terre de Freuchen |
| 82° 36′ N, 45° 00′ O | Fjord Nordenskiöld (en) | |
| 82° 31′ N, 45° 00′ O | Groenland               | Île de Nares Land |
| 82° 03′ N, 45° 00′ O | Fjord Victoria (en)     | |
| 81° 46′ N, 45° 00′ O | Groenland               | Glacier C. H. Ostenfeld (en) |
| 60° 05′ N, 45° 00′ O | Océan Atlantique        | |
| 1° 17′ S, 45° 00′ O  | Brésil                  | Maranhão — Île Mirinzal |
| 1° 24′ S, 45° 00′ O  | Océan Atlantique        | |
| 1° 30′ S, 45° 00′ O  | Brésil                  | Maranhão Piauí — à partir de 7° 29′ S, 45° 00′ O Bahia — à partir de 10° 54′ S, 45° 00′ O Minas Gerais — à partir de 14° 40′ S, 45° 00′ O São Paulo — à partir de 22° 27′ S, 45° 00′ O |
| 23° 24′ S, 45° 00′ O | Océan Atlantique        | |
| 60° 00′ S, 45° 00′ O | Océan Austral           | |
| 60° 40′ S, 45° 00′ O | Îles Orcades du Sud     | Île Powell — Liste des territoires à la fois par l' Argentine (Province de Terre de Feu ) et Royaume-Uni (Territoire antarctique britannique)                                          |
| 60° 43′ S, 45° 00′ O | Océan Austral           | |
| 78° 15′ S, 45° 00′ O | Antarctique             | Liste des territoires à la fois par l' Argentine (Antarctique argentin) et le Royaume-Uni (Territoire antarctique britannique)                                                         |